# Écosse au temps de l'Empire romain

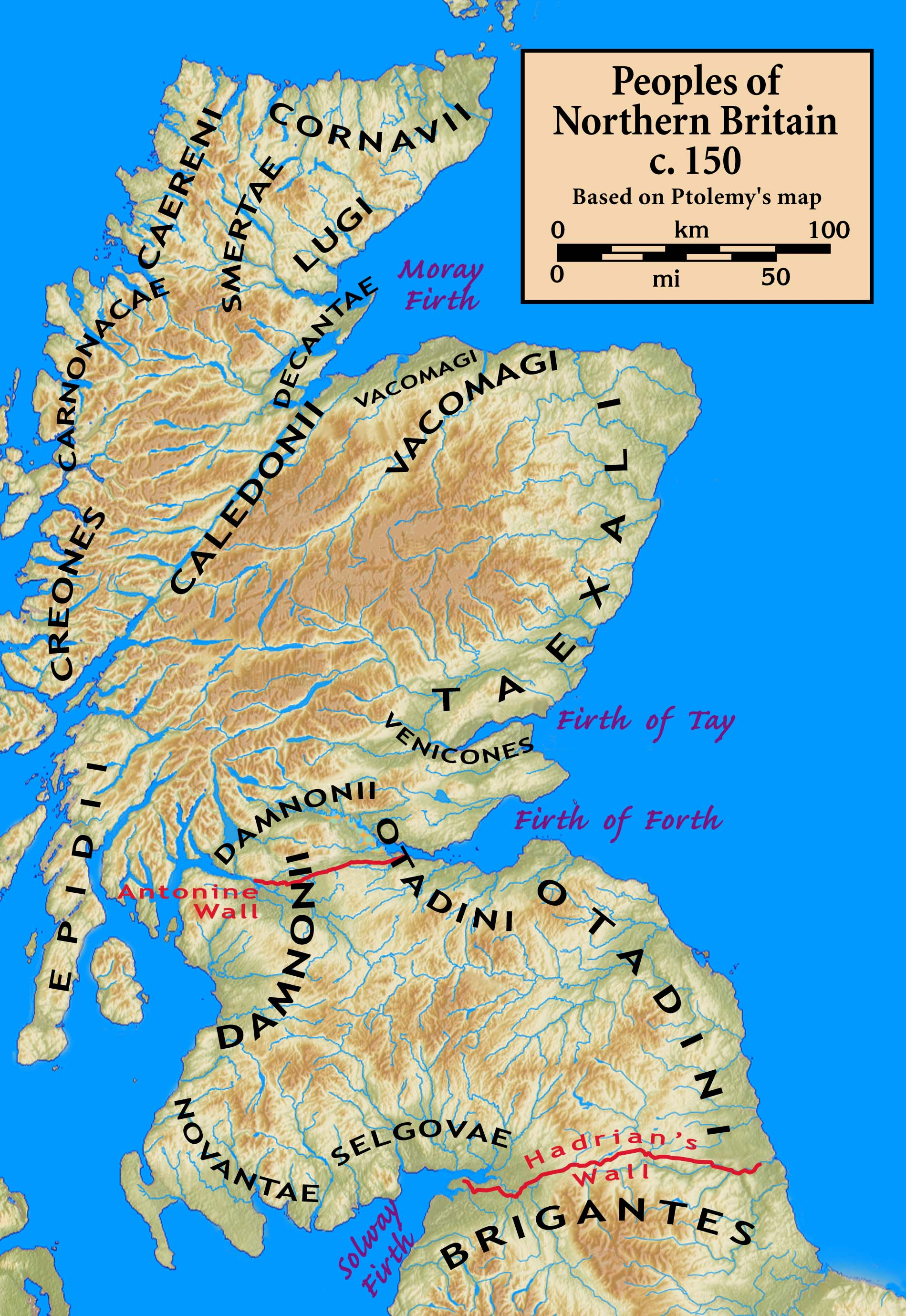
Peuples du Nord, selon Ptolémée

L'Écosse au temps de l'Empire romain couvre une période comprise entre l'arrivée des légions romaines en 71 et leur départ en 213. L'histoire de cette période est complexe : l'Empire romain a influencé l'Écosse à plus d'un titre ; pourtant l'occupation n'a jamais été totale ni continue. L'analyse et l'interprétation se compliquent d'autant que l'idée de peuple « Scots » et « d'Écosse » comme une entité distincte n'émerge que des siècles plus tard, avec la naissance du royaume d'Alba.
Durant cette époque, la zone géographique de l'Écosse est occupée par plusieurs tribus utilisant les techniques de l'Âge du fer et entretenant des relations les unes avec les autres mais aussi avec la Rome antique. Les Romains donnent le nom de Calédonie aux terres situées au nord de la province de Bretagne, par-delà les frontières de l'Empire. Bien que la présence romaine fût longue en Écosse, pas seulement parce que c'est à cette époque qu'apparaissent les premiers récits écrits, l'influence romaine sur la culture écossaise ne perdura pas.
L'invasion romaine sous les ordres de Quintus Petillius Cerialis débute en 71 ap. J.-C. et trouve son apogée à la bataille du Mont Graupius, en un lieu mal défini au nord de l'Écosse, en 84. Malgré la défaite de la fédération calédonienne, les légions ne tardent pas à abandonner leur territoire et stationnent au sud du Solway Firth, position qu'elle consolident ultérieurement par la construction du mur d'Hadrien.
Les armées romaines tentent alors régulièrement de conquérir des terres au nord de cette ligne, épisodes au cours desquels est notamment construit le mur d'Antonin et marqués entre autres par les campagnes des Sévères, mais les succès sont de courte durée. Après 211, les forces romaines cessent d'avoir une influence significative. Après la fin de l'occupation romaine dans le sud et le centre de la province de Bretagne au Ve siècle, les Pictes émergent comme force dominante dans le nord de l'Écosse, tandis que les tribus brittoniques, que Rome avait rencontrées, occupent la partie sud du pays.

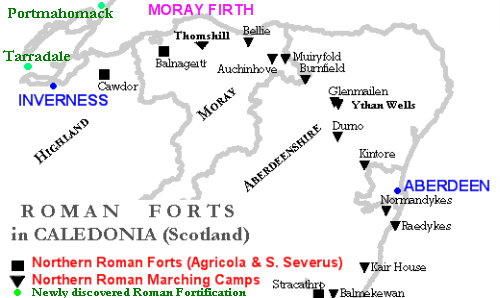
Forts romains au Nord de l'Écosse.

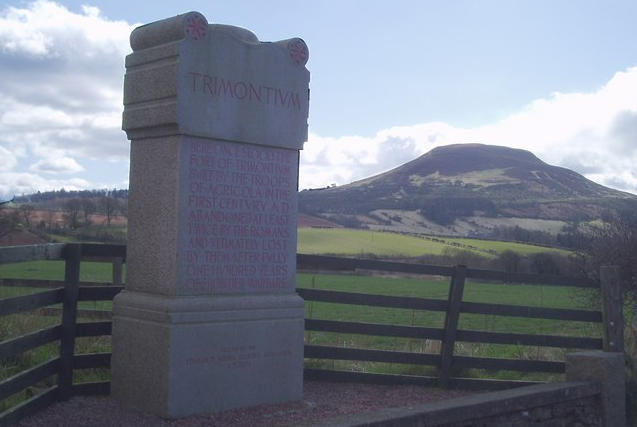
Monument indiquant l'emplacement du fort romain de Trimontium.

## Avant la conquête romaine

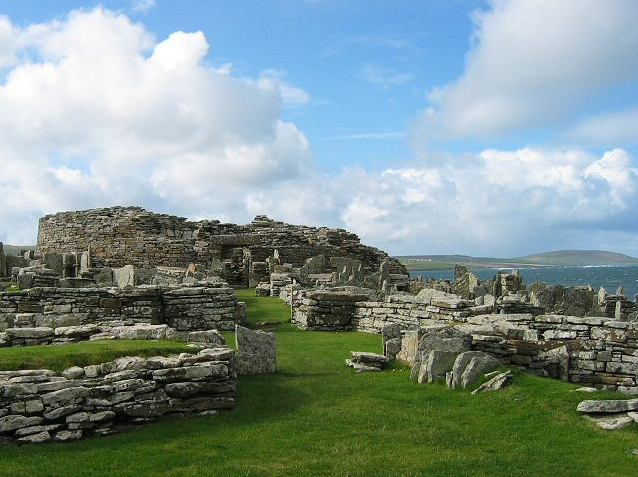
Le broch de Gurness dans les Orcades.

Carte topographique de l'Écosse.

L'Écosse est habitée des millénaires avant l'arrivée des armées romaines. Néanmoins, il faut attendre la période romaine pour avoir des récits écrits concernant le pays.
Au IVe siècle av. J.-C., Aristote parle de Albinn et d'Ierne pour désigner les îles de la Grande-Bretagne et d'Irlande. L'explorateur grec Pythéas visite la Bretagne entre 322 av. J.-C. et 285 av. J.-C. et en a peut-être fait le tour en navire, car il décrit l'île comme ayant une forme triangulaire. Dans son traité intitulé De l'océan, il fait allusion à la partie la plus septentrionale de l'île sous le nom de Orcas, que l'on peut probablement associer aux Orcades.
Le plus ancien récit faisant allusion aux relations entre Rome et l'Écosse rapporte l'allégeance faite par le « roi des Orcades », en compagnie de dix autres rois bretons, à l'empereur Claude, à Camulodunon (Colchester) en 43 ap. J.-C., trois mois après l'invasion romaine du sud de la Bretagne,. Il est envisageable de penser que des liens entre Rome et l'Écosse ont existé plus tôt, même si aucune preuve ne peut formellement l'étayer. On peut en tout cas remarquer le contraste frappant qui existe entre l'attitude du roi des Orcades et des autres rois bretons et la vive résistance calédonienne dans les décennies qui suivent. La version originale de De l'océan n'a pas survécu, mais des copies existaient au Ier siècle, permettant aux services de l'armée romaine d'être informés, même de façon rudimentaire, de la géographie du nord de la Bretagne,. Pomponius Mela, le géographe romain, affirmait dans De Chorographia, écrit aux alentours de 43 ap. J.-C., qu'il existait trente îles dans les Orcades et sept Haemodae (peut-être les Shetland). Une preuve des relations entre Rome et les Orcades avant l'an 60 se retrouve dans des poteries de facture romaine trouvées dans le broch de Gurness.
Au temps de Pline l'Ancien, mort en 79, la connaissance romaine de la géographie de l'Écosse s'était étendue aux Hebudes (les Hébrides), à Dumna (probablement les Hébrides extérieures), à la forêt calédonienne et aux Calédoniens.
Ptolémée, se fondant peut-être sur des sources d'informations antérieures mais aussi sur des récits contemporains relatifs à l'invasion de Cnaeus Julius Agricola, identifia dix-huit tribus d'Écosse dans sa Géographie, mais la plupart de ces noms sont obscurs et la géographie moins fiable concernant le nord et l'ouest, laissant supposer que les connaissances romaines de cette région se limitaient à des observations depuis la mer,.

## La culture de l'Âge du fer en Écosse

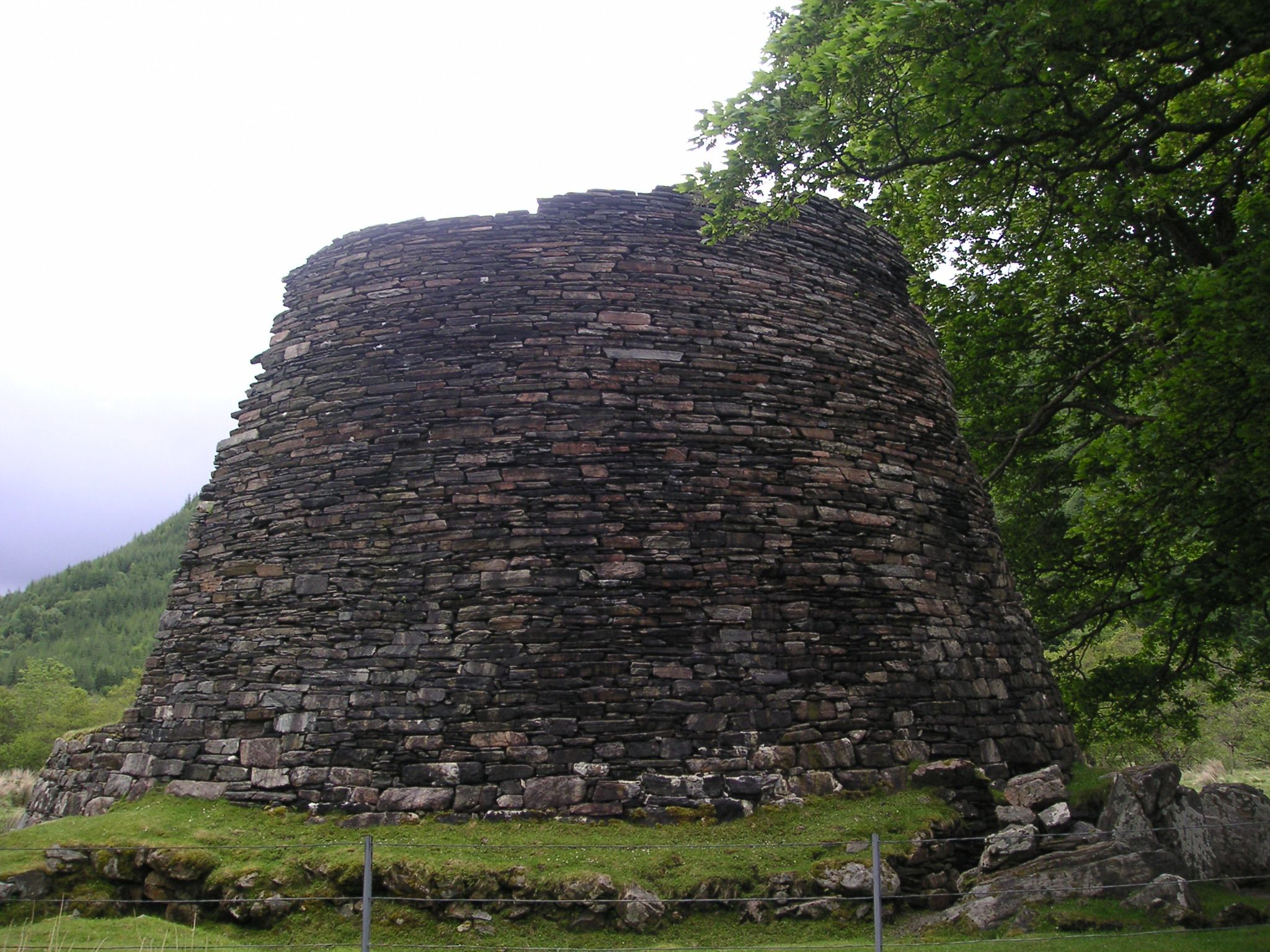
Le broch de Dun Telve à Glenelg.

Les tribus localisées par Ptolémée au nord de l'isthme du Firth of Clyde comprennent les Cornovii à Caithness, les Caereni, les Smertae, les Carnonacae, les Decantae, les Lugi et les Creones également au nord du Great Glen, les Taexali au nord-est, les Epidii dans l'Argyll, les Venicones dans le Fife, les Caledonii dans les Highlands et les Vacomagi près de Strathmore. Il est probable que toutes ces cultures parlaient une langue celtique connue sous le nom de pritennique, ancêtre du picte. Dans le sud de l'Écosse, on trouvait plusieurs peuples : dans la vallée de la Clyde vivaient les Damnonii, dans le Galloway les Novantae, sur la côte sud les Selgovae et les Votadini à l'est. Ces peuples, quant à eux, parlaient plus probablement une forme de langue brittonique.
Bien que des centaines de sites de l'Âge du fer aient été identifiés en Écosse, on connaît mal la façon dont les Celtes vivaient au début de l'ère chrétienne. Malheureusement, la datation par le carbone 14 pose problème pour cette période, les séquences chronologiques étant difficilement compréhensibles. Pour diverses raisons, la plupart des travaux archéologiques en Écosse se sont jusqu'à présent concentrés sur les îles de l'ouest et du nord, alors que les excavations et l'analyse des structures sociétales du reste de l'Écosse sont davantage en projet.
Les peuples écossais du début de l'Âge du fer, particulièrement dans le nord et l'ouest, vivaient dans d'imposants bâtiments de pierre appelés maisons rondes atlantiques. On trouve les restes de centaines de ces maisons à travers le pays, certains sous la forme de simples amas de décombres, mais d'autres ayant conservé des tours et des bâtiments remarquables. On date ces maisons de 800 av. J.-C. à 300 ap. J.-C., les structures comprenant les constructions les plus massives ayant probablement été érigées en 200–100 av. J.-C. Ces dernières sont connues sous le nom de brochs et se composent généralement d'une tour ronde. En moyenne, les ruines ne dépassent guère quelques mètres, bien qu'il existe cinq exemples de tours dont les murs dépassent encore 6,50 mètres de hauteur. Il existe au moins cent sites de brochs en Écosse. Malgré des recherches approfondies, leur destination première et la nature même des sociétés qui les ont créées sont toujours sujets à controverse.
Dans certaines parties de l'Écosse à l'Âge du fer, il ne semble pas y avoir eu d'élite hiérarchique. Des études ont démontré que les maisons rondes, avec leurs murs épais, auraient pu contenir virtuellement la population totale des îles, comme Barra et North Uist. Les objets quotidiens de l'Âge du fer ne sont pas homogènes, mais, dans les endroits où les découvertes ont été faites, il n'a été trouvé aucune preuve de l'existence d'une classe privilégiée vivant dans de vastes châteaux ou forteresses, ou d'une élite de prêtres, ou encore de paysans ne jouissant pas des mêmes privilèges que les classes moyennes.
Plus de 400 souterrains ont été découverts en Écosse, la plupart dans le sud-est et, bien que la plupart n'ait pas fait l'objet d'une datation précise, certains ont été estimés au IIe ou IIIe siècle. On ne connaît malheureusement pas le but de ces constructions souterraines. On les trouve généralement près des habitations – dont les structures de bois ont moins bien résisté au temps – et pourraient avoir servi à stocker des denrées agricoles périssables.

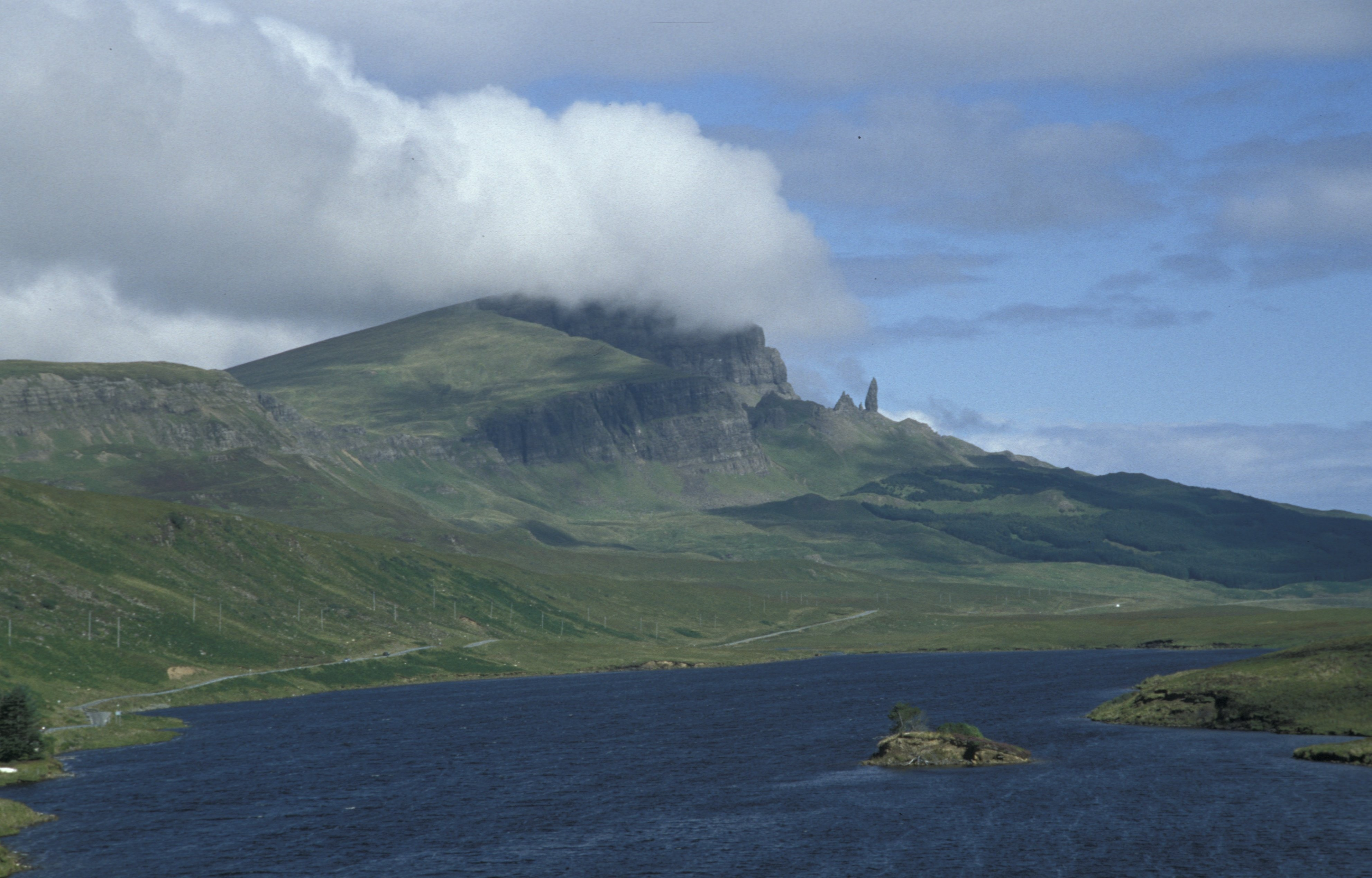
« Voyage lugubre dans des îles inhabitées. »

L'Écosse compte aussi de nombreux murs vitrifiés mais, dans ce cas également, une datation précise s'est avérée impossible. À l'aide de techniques variées, des recherches poussées au fort de Finavon Hill, près de Forfar, dans l'Angus, ont suggéré que le site avait été détruit au Ier ou IIe siècle av. J.-C., ou dans les premières années de notre ère. L'absence d'objets romains, pourtant habituels dans certains souterrains locaux, permettent de supposer que plusieurs sites ont été abandonnés avant l'arrivée des légions.
À la différence du néolithique et de l'Âge du bronze qui ont érigé à leurs morts des monuments massifs, les sites funéraires de l'Âge du fer sont plus rares. Une découverte récente réalisée à Dunbar pourrait toutefois apporter un éclairage intéressant à la culture de cette période. De même, à Alloa, la tombe d'un guerrier a été datée entre 90 et 130 ap. J.-C.,, Un voyageur du nom de Démétrius de Tarse a relaté à Plutarque une expédition sur la côte ouest en 83 ap. J.-C. ou peu avant. Il dit que ce fut un « voyage lugubre dans des îles inhabitées », mais qu'une de ces îles était la retraite d'hommes saints. Il ne fit pas allusion à la présence de druides ni ne cita le nom de l'île.

## L'invasion de la Calédonie

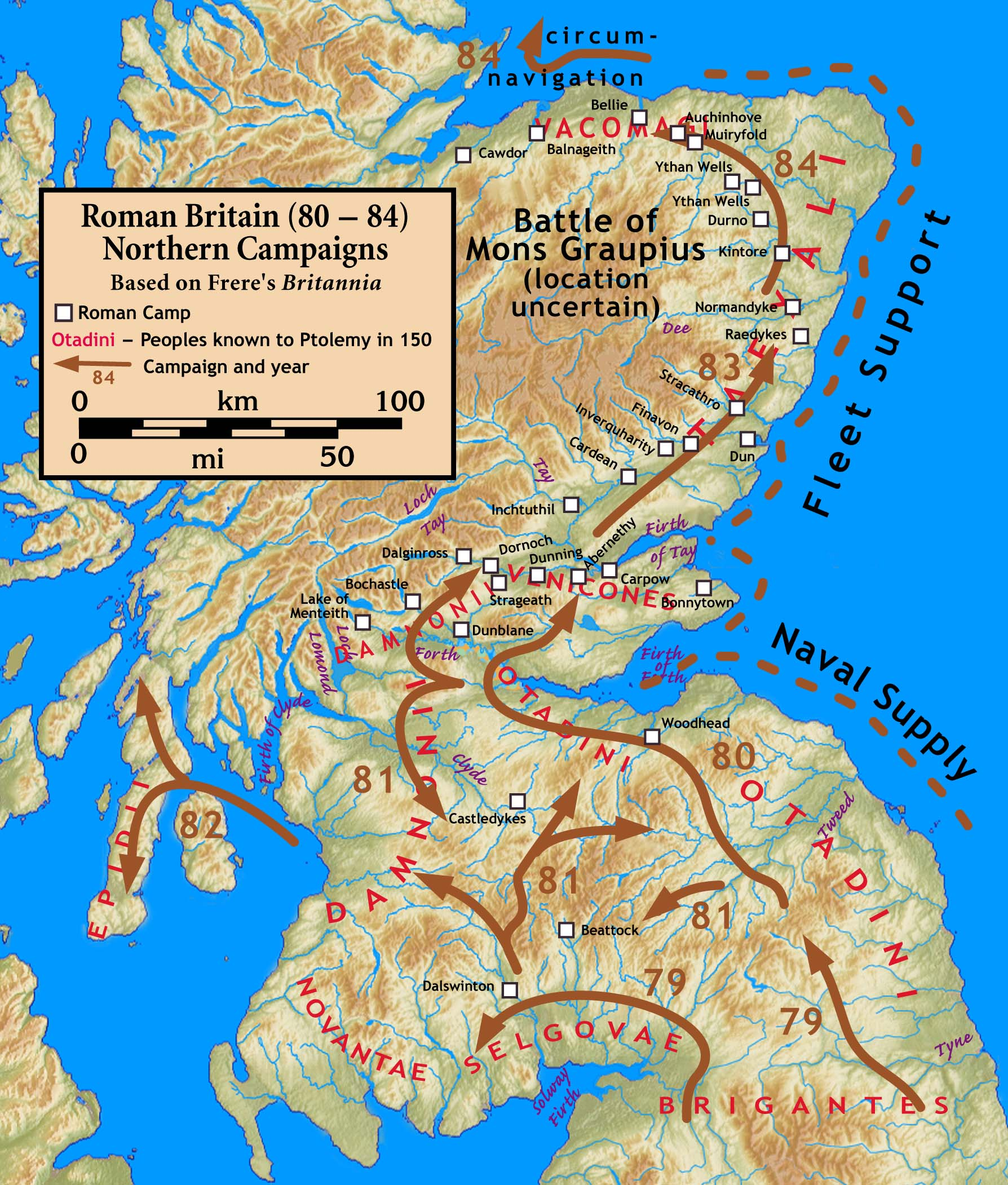
Campagnes romaines en Écosse.

Les relations cordiales observées à Colchester ne durèrent pas. Même si l'on ne connaît rien de la politique étrangère menée par les dirigeants écossais au Ier siècle, le gouverneur romain de Bretagne, Quintus Petillius Cerialis, lance le signal de l'invasion en 71. Les Votadini, qui occupaient le sud-est de l'Écosse, passent rapidement sous le joug romain et Cerialis envoie une division au nord de leur territoire jusqu'aux côtes du Firth of Forth. La XXe Légion prend la route de l'ouest et traverse l'Annandale dans le but d'encercler et d'isoler les Selgovae qui occupaient le centre des Southern Uplands,. Le succès, rapide, encourage Cerialis à pousser au nord et à entreprendre la construction du Gask Ridge, une série de fortifications qui marque la frontière entre le territoire des Venicones au sud et des Calédoniens au nord.
Lors de l'été 78, Cnaeus Julius Agricola arrive en Bretagne pour prendre sa charge de nouveau gouverneur. Deux ans plus tard, ses légions construisent un camp à Trimontium, près de Melrose. Des fouilles réalisées au XXe siècle ont permis de faire d'importantes découvertes parmi lesquelles les fondations de plusieurs structures successives, des pièces romaines et de la poterie. Des vestiges de l'armée romaine ont aussi été mis au jour, dont une collection d'armures accompagnées de heaumes ornés pour les parades de cavalerie, et des équipements pour chevaux, comprenant des selles en bronze et des chanfreins cloutés en cuir. Agricola aurait poussé ses armées jusqu'à l'estuaire de la « rivière Taus » (généralement identifiée au Tay) et y aurait établi des forts, dont une forteresse de légionnaires à Inchtuthil.

## Le mont Graupius
À l'été 84, les Romains affrontent les armées calédoniennes à la bataille du Mont Graupius. Agricola, dont l'armée compte une flotte, arrive sur place accompagné d'une infanterie légère soutenue par des auxiliaires bretons. Au total, 20 000 Romains font face à 30 000 Calédoniens,.

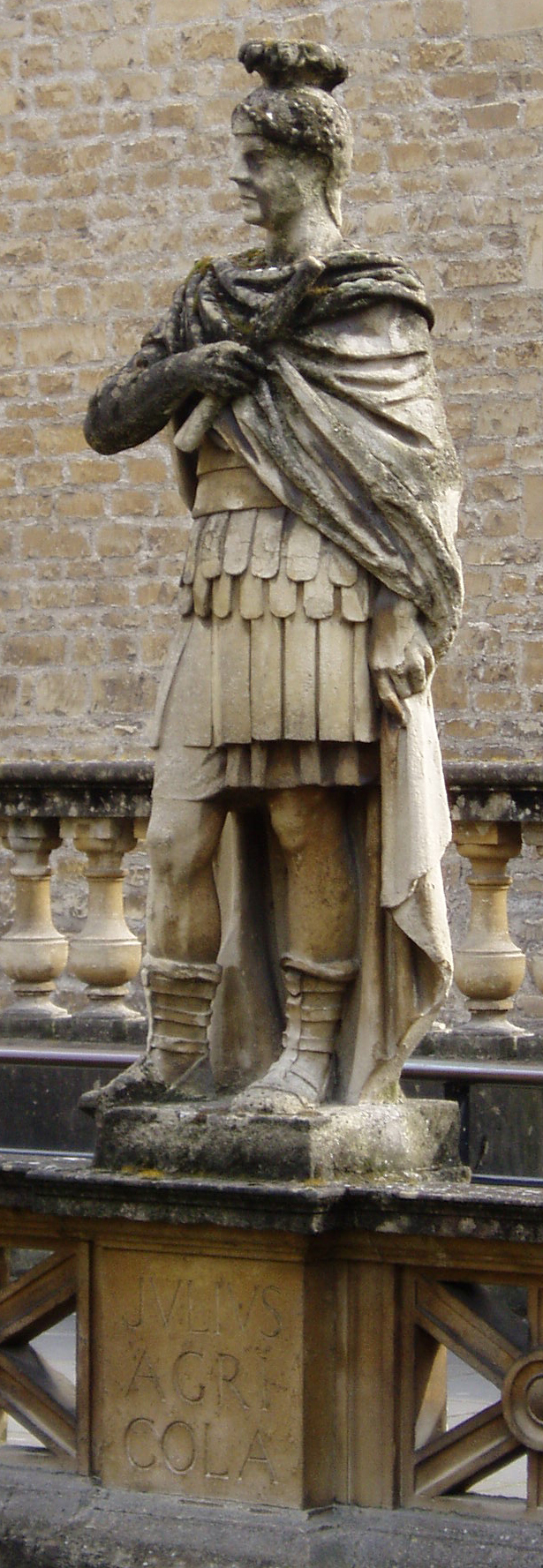
Statue de Cnaeus Julius Agricola.

Agricola dispose ses auxiliaires en première ligne et contient ses légions en réserve, comptant sur un combat rapproché pour rendre inutilisables les longues épées calédoniennes. Mais, malgré la déroute des Calédoniens et donc leur défaite, les deux tiers de leur armée parvient à s'échapper et se réfugie dans les Highlands écossais, « des sentiers lointains et détournés », comme dit Tacite. Les pertes calédoniennes sont estimées par Tacite à 10 000 hommes, contre 360 à l'armée romaine. Un certain nombre d'historiens ont considéré que cette bataille avait eu lieu dans les monts Grampians, avec vue sur la mer du Nord. William Roy, notamment, mais aussi Surenne, Watt, Hogan et d'autres ont émis l'hypothèse que la bataille se serait déroulée à Kempstone Hill, à Megray Hill ou sur d'autres buttes près du camp romain de Raedykes. Ces sites en hauteur sont proches de l'Elsick Mounth, une ancienne route utilisée par les Romains et les Calédoniens pour leurs manœuvres militaires. D'autres suggèrent la colline de Bennachie (Aberdeenshire), le Gask Ridge non loin de Perth et le Sutherland. On a aussi suggéré que, en l'absence de preuves archéologiques et du fait de la faible estimation des pertes romaines par Tacite, la bataille avait purement et simplement été inventée.

### Calgacus
Le premier Écossais dont le nom apparaît dans l'histoire est Calgacos (« L'Homme à l'épée »), un des chefs calédoniens au mont Graupius, dont Tacite dit qu'il est « le plus distingué par sa valeur et par sa naissance ». Tacite invente même un discours qu'il est censé prononcer devant ses hommes avant la bataille :

« Envahisseurs de l'univers, quand les terres manquent à leurs dévastations, ils fouillent même les mers ; avares, si l'ennemi est riche ; ambitieux, s'il est pauvre. Ni l'Orient ni l'Occident ne les ont rassasiés ; seuls, de tous les mortels, ils poursuivent d'une égale ardeur et les richesses et la misère : enlever, égorger, piller, c'est, dans leur faux langage, gouverner ; et, où ils ont fait un désert, ils disent qu'ils ont donné la paix. »

### Conséquences
Le sort de Calgacus n'est pas connu mais, après la bataille, Agricola ordonne au préfet de la flotte de faire voile vers le nord de l'Écosse pour confirmer que la Bretagne est une île et pour recevoir la capitulation des Orcadiens. On annonce qu'Agricola a fini par soumettre toutes les tribus de Bretagne.
Des camps de marche ont peut-être été construits le long des côtes sud du Moray Firth, même si leur existence est mise en doute,,. On estime que le nombre total des casernes romaines en Écosse lors de la période flavienne de l'occupation serait de 25 000 troupes, nécessitant 16 à 19 000 tonnes de grains par an. De plus, le nombre des matériaux pour la construction de forts est colossal : 28 300 m3 de bois lors du Ier siècle. Dix tonnes de clous brûlés ont été découverts sur le site d'Inchtuthil, qui pourrait avoir hébergé une garnison de plus de 6 000 hommes et qui, à elle seule, a consommé 30 kilomètres linéaires de bois pour les murs seulement, représentant 100 hectares de forêt,,.
Peu après avoir annoncé la victoire, Agricola est rappelé à Rome par Domitien et son poste passe à Sallustius Lucullus (en). Les successeurs d'Agricola sont visiblement incapables ou peu désireux de soumettre plus avant le nord de la Bretagne. Malgré ses succès indéniables, Agricola tombe en disgrâce. Il est possible que Domitien ait eu vent de ses déclarations mensongères concernant une victoire totale en Bretagne. La forteresse d'Inchtuthil est démantelée avant même d'être achevée et les autres fortifications du Gask Ridge – érigées pour consolider la présence romaine en Écosse après la victoire du mont Graupius – sont abandonnées en quelques années seulement. Il est possible que le coût d'une guerre longue aurait pu dépasser tout avantage politique ou économique et il a pu être envisagé préférable de laisser les Calédoniens livrés à eux-mêmes. En 87, l'occupation se limite aux Southern Uplands et, à la fin du Ier siècle, la limite nord de l'expansion romaine se situe sur une ligne reliant la Tyne au Solway Firth. Le fort d'Elginhaugh (en), dans le Midlothian, date approximativement de cette période, tout comme Castle Greg, dans le West Lothian. Ces forts avaient plutôt pour but de surveiller une route qui courait d'ouest en est sur le piémont des Pentland Hills, de la vallée du Forth à celle de la Clyde.
Une conséquence probable de l'avancée romaine est que plusieurs castrums, comme Dun Mor dans Perthshire, qui avaient été abandonnés longtemps auparavant par les tribus locales, sont réoccupés. D'autres sont construits dans le nord-est, comme Hill O' Christ's Kirk dans l'Aberdeenshire.

## «Villes» et brochs du sud

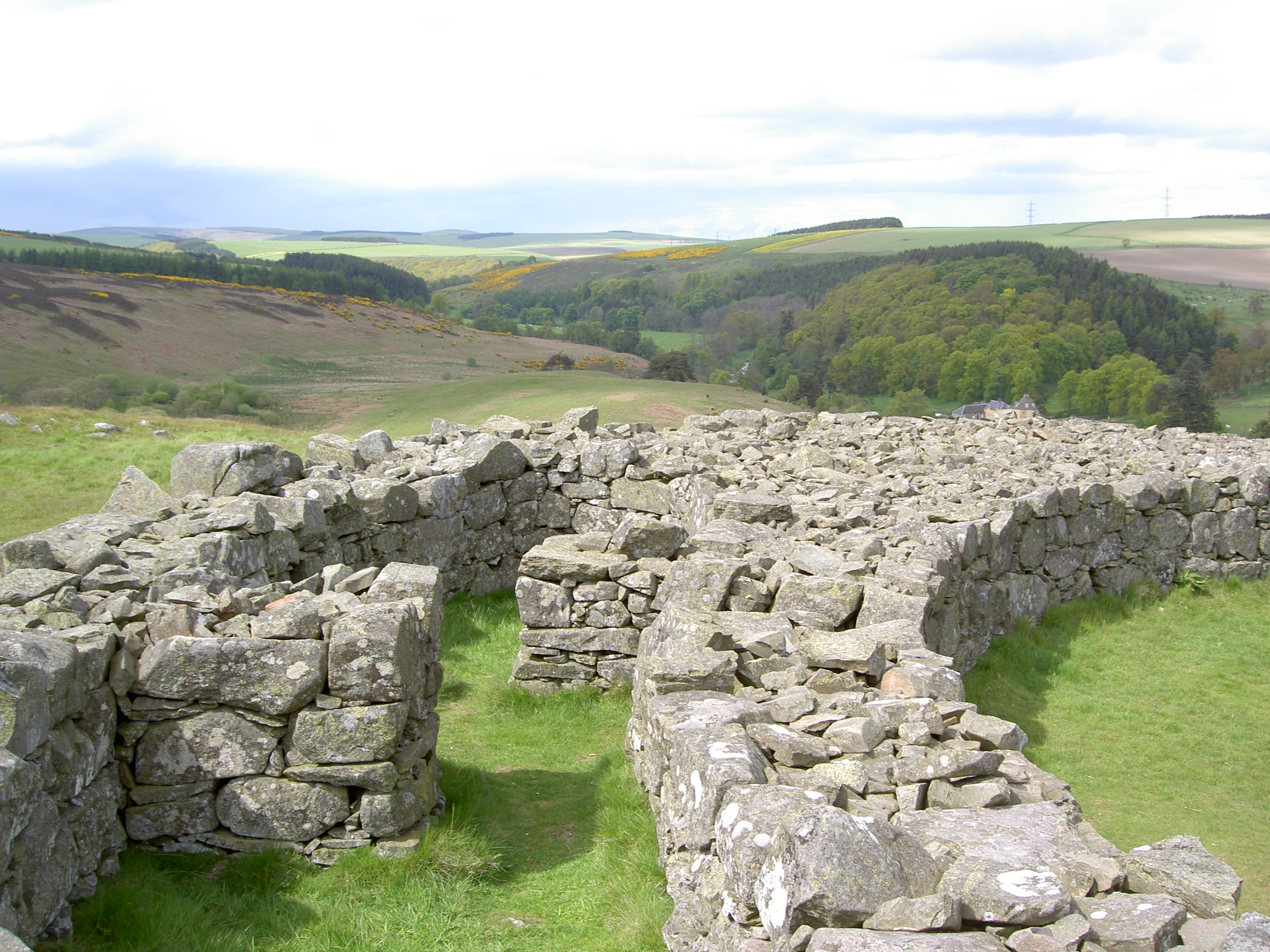
Broch d'Edin's Hall.

La carte de Ptolémée indique 19 « villes » identifiées par les services romains au cours des campagnes agricoliennes. Aucune preuve archéologique ne peut toutefois attester de façon certaine l'existence de véritables sites urbains à cette époque et les noms cités par Ptolémée peuvent désigner des castrums, des marchés temporaires ou des lieux de rencontre. La plupart des noms ont un sens obscur : Devana peut être l'actuelle Banchory et Alauna (litt. « le rocher »), à l'ouest, probablement Dumbarton Rock. Le lieu de même nom, à l'est des Lowlands, pourrait être le site du château d'Édimbourg. Lindon peut désigner Balloch sur les rives du loch Lomond.
Il existe plusieurs tours de brochs dans le sud de l'Écosse. Elles sont tout à fait contemporaines de l'invasion d'Agricola. Ces tours sont au nombre de quinze et se trouvent sur quatre zones géographiques : la vallée de Forth, la zone proche du Firth of Tay, l'extrémité sud-ouest et l'est des Scottish Borders. L'existence de ces tours si loin des grands centres de construction des brochs reste un mystère. La destruction du broch de Leckie pourrait avoir été provoquée par les envahisseurs romains, pourtant, là comme sur le site tout proche de Fairy Knowe, à Buchlyvie, un grand nombre d'objets aussi bien romains qu'écossais ont été retrouvés. Les deux structures ont été construites à la fin du Ier siècle et étaient de toute évidence des édifices de haute taille. Leurs habitants élevaient moutons, bovins et cochons et côtoyaient de nombreux animaux sauvages, comme des cerfs élaphes ou des sangliers dont ils pouvaient tirer avantage.
Le broch d'Edin's Hall dans le Berwickshire est le broch du sud le mieux préservé et, bien que les ruines soient en surface semblables à celles de nombreux brochs-villages des Orcades, il est peu probable que la tour n'ait eu qu'une fonction décorative. De plus, sur ce site, les objets romains sont inexistants. On a proposé plusieurs théories pour en expliquer la raison. L'une d'elles est que cette tour aurait été construite par des envahisseurs du nord après le retrait des armées romaines qui avaient suivi l'avancée d'Agricola. Pour d'autres historiens, il faut y voir la main d'alliés de Rome dont l'initiative consistait à copier le style impressionnant des tours du nord afin d'annihiler toute forme de résistance écossaise. Ces « alliés » auraient d'ailleurs pu être des chefs orcadiens dont les bonnes relations avec Rome ont pu perdurer un temps. Il est aussi possible que la construction de la tour n'ait rien à voir avec la politique romaine et n'était qu'un nouveau style architectural importé par les élites du sud ou bien une réponse de ces mêmes élites à la menace romaine grandissante peu avant l'invasion et une tentative, réelle ou symbolique, de s'allier aux tribus libres du nord.

## Le mur d'Hadrien

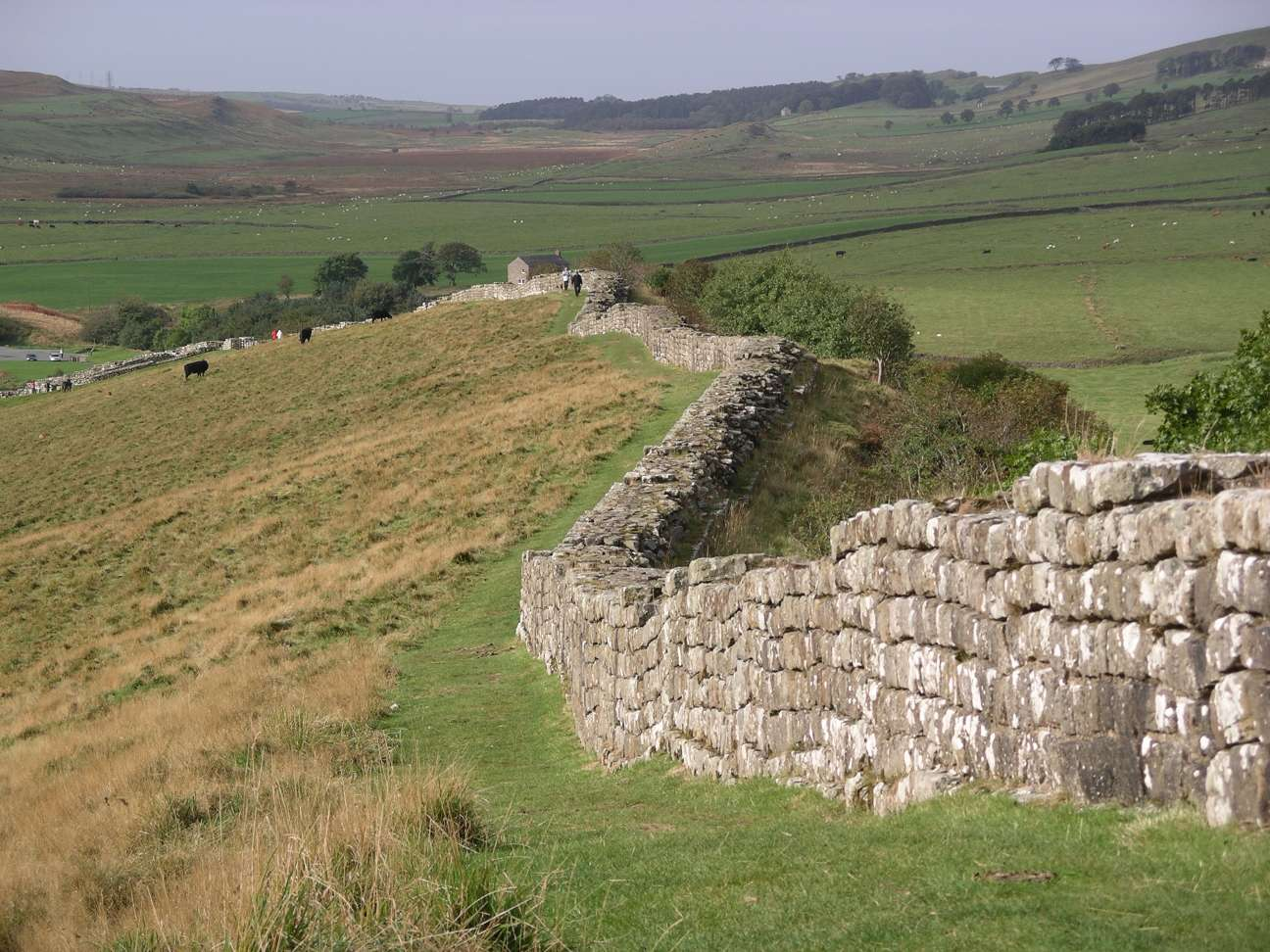
Une partie du mur d'Hadrien près de Greenhead.

Quintus Pompeius Falco est gouverneur de Bretagne entre 118 et 122. On pense qu'il a écrasé un soulèvement impliquant des tribus brigantes du nord de la province ainsi que des Selgovae. Dans la dernière année de sa charge, il reçoit la visite de l'empereur Hadrien. À la suite de quoi est construit le mur d'Hadrien (latin : Rigore Valli Aeli, « la ligne le long de la frontière d'Hadrien »).
Cette ligne marquant la limite d'occupation de la Bretagne est consolidée en tant que limes (frontière de défense) de l'Empire par la construction du mur. Cet édifice est une fortification de pierre et de tourbe construite sur toute la largeur du nord de l'actuelle Angleterre. Il a une longueur de 80 milles romains (117 kilomètres), sa largeur et sa hauteur dépendant des matériaux disponibles sur place. À l'est de l'Irthing, le mur est fait de blocs de pierre de 3 mètres de largeur sur 5 à 6 mètres de hauteur, alors qu'à l'ouest de la rivière, le mur ne contient que de la tourbe sur 6 mètres de large et 3,5 mètres de haut. Le mur est parfois grossi par l'ajout d'un fossé, d'un replat et de forts.
Cette construction avait plusieurs usages. D'abord la défense, évidemment, mais elle permettait aussi de contrôler les mouvements à l'arrière de la ligne, favorisait la transmission rapide d'informations militaires et permettait la collecte de droits divers. Sa taille démontrait aussi à ses ennemis la puissance de Rome et mettait en valeur le prestige de ses constructeurs. Le mur d'Hadrien est resté la frontière entre mondes celtique et romain en Bretagne jusqu'à 139.

## Le mur d'Antonin
Quintus Lollius Urbicus est fait gouverneur de Bretagne en 138 par le nouvel empereur Antonin le Pieux. Urbicus est le fils d'un propriétaire libyen et natif de Numidie, dans l'actuelle Algérie. Avant de venir en Bretagne, il a servi lors de la Première Guerre judéo-romaine de 132–135, puis a été gouverneur de Germanie inférieure.
Antonin ne tarde pas à aller à l'encontre de la politique de maintien des positions de son prédécesseur et Urbicus reçoit l'ordre de reconquérir les Lowlands en se déplaçant au nord. Entre 139 et 140, il reconstruit le fort de Coria et, avant 142–143, des pièces de monnaie commémorant la victoire en Bretagne sont frappées. Il est en conséquence plausible qu'Urbicus ait entamé la réoccupation du sud de l'Écosse vers 141, semble-t-il avec l'aide de la Legio II Augusta. Cela l'a nécessairement amené à affronter plusieurs tribus bretonnes (comprenant probablement des Brigantes du nord), dont les tribus des basses terres d'Écosse, comme les Votadini et les Selgovae de la région des Scottish Borders, et les Damnonii du Strathclyde. Il pourrait avoir eu à sa disposition un total de 16 500 hommes.
Il semble probable qu'Urbicus planifie sa campagne offensive depuis Corbridge, avançant vers le nord en tirant droit sur le Firth of Forth. Après avoir sécurisé un itinéraire pour permettre le ravitaillement et le passage d'hommes et de matériel le long de la Dere Street, Urbicus installe très certainement un centre de ravitaillement à Carriden, pour assurer l'entrepôt de grains et d'autres denrées, avant même d'attaquer les Damnonii.

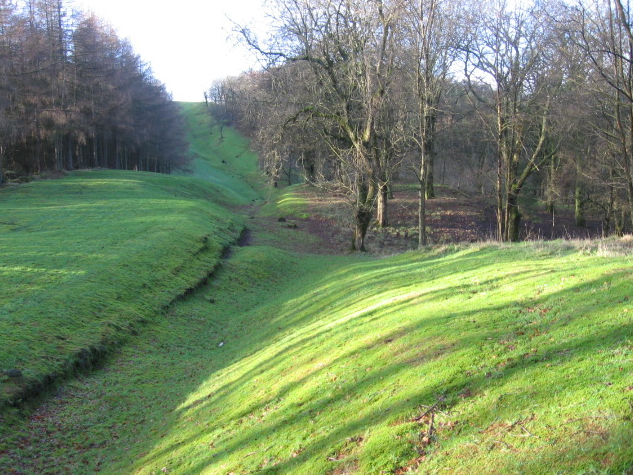
Le mur d'Antonin à Barr Hill.

Le succès est rapide et la construction d'une nouvelle limes entre le Firth of Forth et le Firth of Clyde est entamée. Plusieurs contingents d'une légion britannique ont assisté à l'érection de la nouvelle barrière de tourbe, comme l'indique une inscription trouvée au castrum d'Old Kilpatrick, où se termine le mur d'Antonin dans son parcours vers l'ouest. Aujourd'hui, ce mur couvert d'herbe est ce qui reste d'une ligne défensive faite de tourbe d'environ 7 mètres de haut et comptant 19 forts. Il est construit après 139 ap. J.-C. et s'étend sur 60 km. Après l'achèvement des défenses, il est possible qu'Urbicus s'intéresse à la quatrième tribu des Lowlands, les Novantae, qui habitent la péninsule du Dumfries and Galloway. Les tribus des Lowlands, prises en tenailles entre le mur d'Hadrien au Sud et cette nouvelle fortification, au Nord, finissent par s'unir contre Rome et former une confédération connue sous le nom de Maeatae.
Le mur d'Antonin remplit plusieurs objectifs. Il constitue en lui-même une ligne de défense contre les Calédoniens. Il isole les Maeatae de leurs alliés calédoniens et forme une zone tampon au nord du mur d'Hadrien. De plus, il facilite le mouvement de troupes entre l'est et l'ouest. Mais son objectif principal n'est pas d'ordre militaire. Il permet surtout à Rome de contrôler une région et d'en retirer des taxes et, sur un plan politique, d'isoler les rebelles du nord de la Bretagne de tout sujet déloyal de l'Empire qui voudrait entrer en leur contact afin de coordonner une révolte,. Urbicus réalise une impressionnante série de succès militaires, mais, comme dans le cas d'Agricola, ceux-ci ne durent pas longtemps. Le mur prend douze ans de construction, mais, dès son achèvement, il est dépassé et, peu après 160, est abandonné,.
La destruction de plusieurs brochs du Sud pourrait dater de l'avancée antonine. Qu'ils aient ou non été des symboles de soumission à Rome, ils sont désormais surannés et n'ont plus d'utilité d'un point de vue romain.

## Dernières campagnes romaines

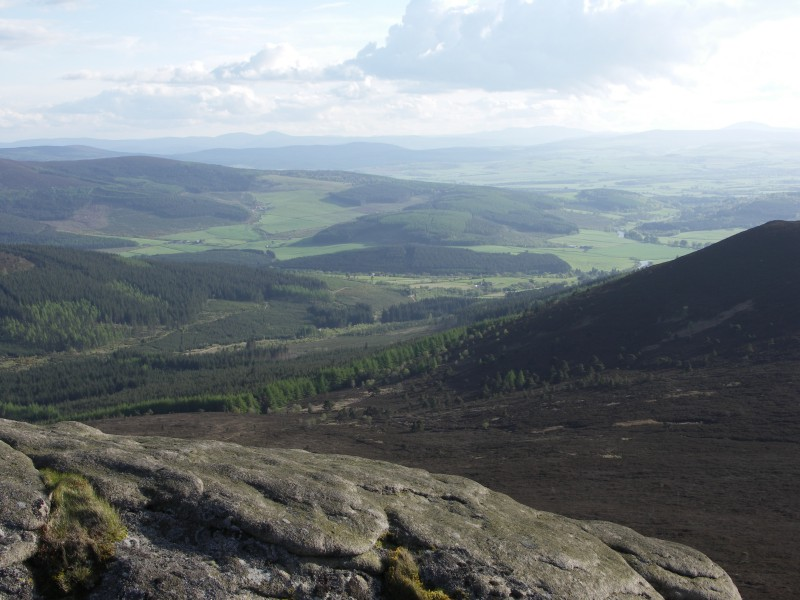
Campagne de l'Aberdeenshire depuis un sommet du Bennachie. Les camps romains se trouvaient dans les basses terres, au fond.

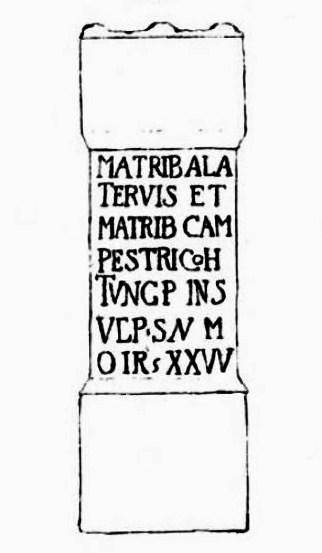
Inscription sur un autel romain à Cramond dédié aux mères d'Alaterva et des champs.

La frontière romaine retrouve sa localisation au mur d'Hadrien, ce qui n'empêche pas l'armée de continuer à faire des incursions en territoire écossais. À l'origine, les avant-postes sont occupés dans le sud-est, comme celui de Trimontium qui reste en fonction, mais après les années 180, ils sont abandonnés.
Plusieurs fois encore, pourtant, les troupes romaines pénètrent loin dans les terres du Nord. L'Écosse est d'ailleurs la région d'Europe qui possède alors la plus forte densité de camps romains. Cette situation est due aux quatre tentatives de colonisation successives. Le mur antonin est réoccupé pour une brève période après 197. L'invasion la plus notable a lieu en 209 lorsque l'empereur Septime Sévère, affirmant être provoqué par l'esprit belliqueux des Maeatae, lance une campagne contre la confédération calédonienne.
On sait peu de choses sur cette alliance de tribus de l'Âge du fer. Il est possible qu'elle ait été rejointe par des fugitifs du sud. De même, on ignore également la localisation exacte de la zone dénommée « Calédonie ». Il est d'ailleurs probable qu'elle n'avait pas de frontières précisément définies. Le nom lui-même est d'origine romaine ; Tacite, Ptolémée, Pline l'Ancien et Lucain l'ont employé. Le nom par lequel les Calédoniens eux-mêmes se désignent est en revanche inconnu. Il est probable qu'avant les invasions romaines, le pouvoir politique dans la région était totalement décentralisé et aucun élément ne permet de soutenir l'idée d'un pouvoir unique tant militaire que politique en Calédonie.
Sévère emploie les trois légions de la garnison britannique (augmentées de la toute nouvelle Legio II Parthica), 9 000 gardes impériaux assistés d'une cavalerie et de nombreux auxiliaires venus de la flotte de Bretagne, de la flotte du Rhin et de deux flottes transférées depuis le Danube pour l'occasion. Selon Dion Cassius, il tente l'extermination des tribus locales mais subit la perte de 50 000 hommes, victimes de la guérilla calédonienne,.
Une ligne de forts est érigée au nord-est (certains de ces forts peuvent dater de la première campagne d'Antonin). Parmi eux, plusieurs forts sont situés sur la route de l'Elsick Mounth, comme les forts de Normandykes, Ythan Wells, Deers Den et Glenmailen. Néanmoins, seuls deux forts écossais, Cramond et Carpow (dans la vallée du Tay), sont authentifiés pour avoir été occupés en permanence durant l'incursion, avant le nouveau repli vers le mur d'Hadrien, aux alentours de 213. Certains éléments viennent prouver que ces campagnes coïncident avec la destruction et l'abandon des souterrains du sud de l'Écosse. Ces événements pourraient avoir été provoqués tant par l'agression militaire romaine que par la chute du prix du grain consécutive au retrait des Romains.
Sévère restaure et renforce le mur d'Hadrien avec une telle minutie que de nombreux auteurs lui en attribuent la construction. C'est lors des discussions pour obtenir la trêve permettant de sécuriser le repli des Romains qu'est quasiment attesté le premier énoncé linguistique prononcé par un Écossais, en l'occurrence une Écossaise. Alors que la femme de Septime Sévère, Julia Domna, critique les mœurs sexuelles des femmes calédoniennes, la femme du chef calédonien Argentocoxos lui répond : « Nous satisfaisons aux nécessités de la nature bien mieux que vous autres Romaines ; car, nous, c'est au grand jour que nous nous donnons aux braves, tandis que vous, vous vous souillez par des adultères cachés avec les plus méprisables des hommes. »
Septime Sévère meurt à York en 211, alors qu'il envisageait de reprendre l'offensive en Écosse. Ses plans sont pourtant abandonnés par son fils, Caracalla. Les incursions romaines qui suivront consisteront généralement en campagnes de repérage dans la zone tampon entre les deux murs, de contacts commerciaux, de pots-de-vin versés pour acheter des trêves avec les habitants du pays et, plus tard, de campagnes de conversion au christianisme. L'Anonyme de Ravenne utilise une carte romaine du IIIe ou du IVe siècles et identifie quatre loci (lieux de réunions, peut-être des marchés) dans le sud de l'Écosse. Locus Maponi pourrait être l'actuelle Lochmabenstane, près de Gretna, qui restera un point de rassemblement tout au long de l'Histoire. Deux autres loci désignent les lieux de réunions des Damnonii et des Selgovae, et le quatrième, Manavi pourrait correspondre à Clackmannan. À partir de l'époque de Caracalla, plus aucune tentative d'occupation permanente de l'Écosse ne verra le jour.

## Les hommes peints

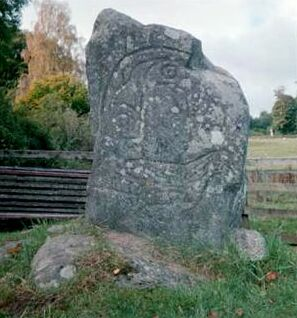
Clach an Tiompain, une pierre à symboles pictes située à Strathpeffer.

La présence intermittente des Romains en Écosse coïncide avec l'émergence des Pictes, une confédération de tribus qui vivent au nord du Forth et de la Clyde entre l'époque romaine et le Xe siècle. On les considère généralement comme les descendants des Calédoniens malgré l'absence de preuve directe. Le nom par lequel les Pictes eux-mêmes se nommaient est inconnu,. On dit souvent d'eux qu'ils se tatouent mais les preuves manquent. On retrouve sur leurs pierres monumentales des représentations réalistes de nobles, de chasseurs et de guerriers, hommes ou femmes, tous pictes, mais sans tatouage apparent. Les Gaëls de Dalriada appellent les Pictes Cruithne,, et les poètes irlandais décrivent leurs homologues pictes en tout point semblables à eux.
La manière dont la confédération picte s'est elle-même formée est elle aussi inconnue, même si l'on estime que l'extension de l'Empire romain a dû y contribuer. L'histoire primitive du territoire des Pictes est peu claire. Ultérieurement, de nombreux rois se succèdent, régnant sur des domaines distincts, avec un roi, parfois deux, dominant les petites gens de leur territoire. De Situ Albanie, la Chronique Picte et le Duan Albanach, ainsi que les légendes irlandaises, évoquent l'existence de sept royaumes pictes bien qu'il en ait existé certainement davantage et qu'il ait aussi été prouvé qu'il y avait un royaume picte aux Orcades,,.

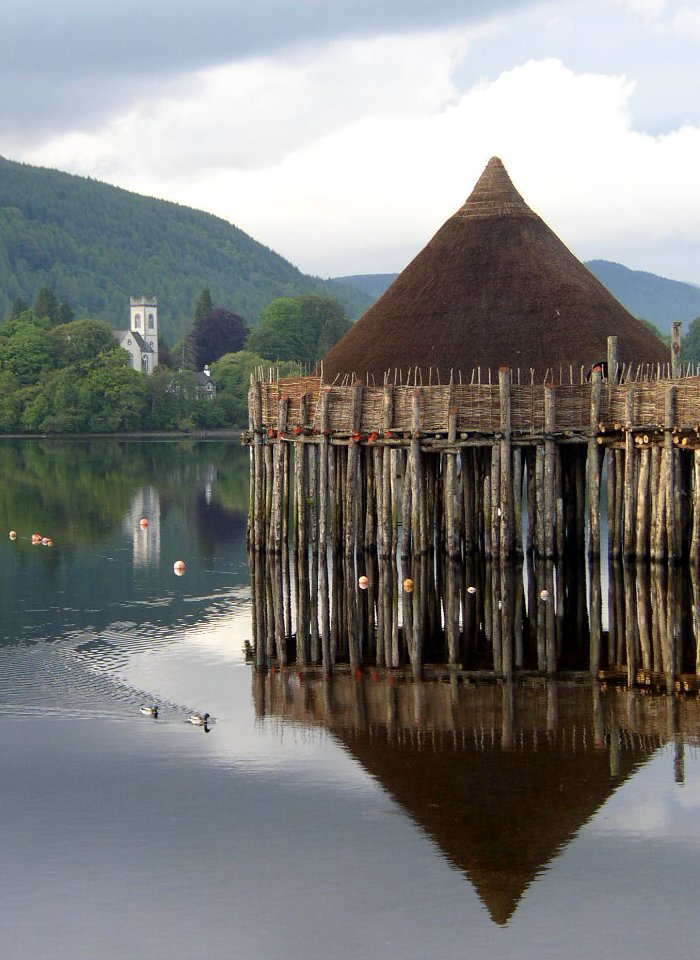
Crannog reconstitué au loch Tay.

Les relations entre les Pictes et les Romains semblent moins ouvertement conflictuelles que celles de leurs prédécesseurs calédoniens, du moins dans les premiers temps. Aucune bataille rangée ne les oppose. Seules quelques incursions de part et d'autre de la frontière sont signalées immédiatement avant et après la retraite romaine de la Bretagne. Les succès apparents des Pictes pour contenir les forces romaines ne peuvent s'expliquer uniquement par l'isolement géographique de la Calédonie ou les difficultés du terrain. On peut aussi considérer qu'ils sont dus aux problèmes rencontrés pour asservir une population qui est très éloignée du mode de gouvernance strict que le pouvoir romain a coutume d'imposer aux peuples vaincus.
On ne connaît pas bien les techniques qu'emploient les Pictes dans leur vie quotidienne, mais des découvertes archéologiques montrent qu'elles sont similaires à celles qui ont cours en Irlande et dans l'Angleterre anglo-saxonne. Des moulins à eau ont récemment été mis au jour sur le territoire des Pictes, ainsi que des fours utilisés pour sécher les grains de blé ou d'orge, ce qui n'aurait pas été simple autrement, du fait du climat changeant et tempéré du nord de l'Écosse. Bien que datant d'une époque plus reculée, les brochs, les maisons rondes et les crannogs continuent à être habités, même après la période picte,,,.
Ailleurs, dans le nord et l'ouest de l'Écosse, on construit des wheelhouses, probablement à des fins rituelles. Leur localisation géographique est extrêmement réduite, ce qui laisse supposer qu'ils sont associés à une quelconque frontière politique ou culturelle. Le fait qu'ils soient construits uniquement au temps de la présence romaine en Écosse est un sujet qui fait débat. On ne sait si leurs constructeurs sont pictes, même s'il paraît évident que les Pictes en ont eu connaissance.
Alors que l'influence romaine décroît, les Pictes s'enhardissent. Des troupes belliqueuses font des incursions au sud du mur d'Hadrien, surtout en 342, 360 et 365. Ils prennent part aussi à la Grande Conspiration de 367. Rome se défend, montent des campagnes en 369 et en 384, mais les succès sont de courte durée. Les légions finissent par quitter la Bretagne en 410 et n'y reviendront plus.

## Héritage des Romains
La présence militaire romaine n'aura duré que quarante ans dans l'ensemble de l'Écosse. À aucun moment, l'Écosse, et même la moitié de l'Écosse, n'est sous contrôle romain.
L'Écosse a reçu deux héritages de l'époque romaine, bien qu'indirectement : l'emploi de l'alphabet latin pour l'écriture de ses langues et l'émergence du christianisme comme religion prédominante[réf. nécessaire]. Par l'intermédiaire de l'Église, le latin devient la langue usitée par les Écossais pour les affaires religieuses et politiques et ce, pour des siècles.
L'influence romaine permet l'extension de la Chrétienté dans toute l'Europe, mais il y a peu de preuves quant à un lien direct entre Empire romain et missions chrétiennes au nord du mur d'Hadrien. Ninian est traditionnellement considéré comme le premier évêque actif en Écosse. Il est brièvement mentionné par Bède le Vénérable, qui affirme que, aux alentours de 397, il s'établit à Whithorn, au sud-ouest de l'Écosse, et y construit une église en pierre, connue sous le nom de Candida Casa. Il a récemment été émis l'idée que Ninian était le missionnaire du VIe siècle Finnian de Moville,, mais dans ce cas aussi, l'influence romaine sur l'Église écossaise ne semble pas significative.
Même si la présence romaine n'est qu'une suite d'interludes militaires relativement brefs, la Rome impériale s'avère impitoyable et brutale dans ses objectifs. L'emploi du génocide fait partie de ses armes politiques et il semble évident que ses invasions et ses colonisations coûtent des milliers de vies. Alistair Moffat écrit :

« La réalité est que les Romains vinrent dans ce qui est aujourd'hui l'Écosse ; ils virent, ils brûlèrent, tuèrent, volèrent et, de temps à autre, conquirent, laissant alors derrière eux un désordre inimaginable, rasant tous les sites d'habitat et recouvrant les bonnes terres cultivables de fossés, de talus, de routes et de toutes sortes de débris militaires. Comme tout impérialiste, ils vinrent faire de l'argent, obtenir des avantages politiques et exploiter les ressources de leurs colonies, sans compensation pour les vaincus. Et, de façon surprenante, en Grande-Bretagne comme en Écosse, on continue de les admirer pour cela. »

Mais la principale surprise vient des tablettes de Vindolanda qui nous apprennent que le surnom donné par les Romains aux habitants du nord de la Bretagne est Brittunculi (litt. « sales petits Bretons ».)
De façon similaire, William Hanson conclut ainsi :

« Pendant des années, les études menées sur les conquêtes romaines partaient du principe que celles-ci avaient eu une influence majeure ou un impact à long terme sur l'Écosse. Sur la base de preuves actuelles, et sur le plan de l'environnement, l'économie et même au niveau social, l'apport apparaît extrêmement limité. Le développement de l'Écosse ne paraît pas avoir été entamé [...]. La présence romaine en Écosse n'a été rien de plus qu'une suite de brefs interludes dans un ensemble bien plus vaste de développement indigène. »

Le rôle joué par les Romains dans le défrichement de la Calédonie reste un sujet de débat, non pas la quantité de forêts déboisées, mais la date et les raisons de celui-ci. L'auteur du XVIe siècle Hector Boece pensait que, au temps de l'Empire romain, une grande forêt s'étendait au nord de Stirling, entre l'Atholl et le Lochaber et qu'il y vivait des taureaux blancs avec « des poils crépus ». Plus récemment, des historiens comme Patrick Fraser Tytler et William Forbes Skene lui donnèrent du crédit, tout comme le naturaliste du XXe siècle Frank Fraser Darling. Des techniques modernes, comme la palynologie et la dendrochronologie, suggèrent une vision moins simpliste. Les modifications provoquées par le climat post-glaciaire aurait permis le développement maximal d'une forêt entre 4000 et 3500 av. J.-C. et la déforestation des hautes terres du sud, dont la cause est à la fois climatique et anthropologique, était déjà bien entamée à l'arrivée des légions romaines. Des analyses poussées effectuées au Black Loch, dans le Fife, suggèrent qu'une terre arable est apparue lors du défrichement qui s'est produit entre 2000 av. J.-C. et l'avancée romaine du Ier siècle de notre ère. Par la suite, il y eut pendant cinq siècles reconquête du territoire par des populations de bouleaux, de chênes et de noisetiers, ce qui laisse supposer que les invasions eurent un impact très négatif sur les populations locales. La situation en dehors du domaine romain est encore plus difficile à saisir, mais il semble que l'influence romaine à long terme n'a pas été réellement substantielle.
L'héritage archéologique romain en Écosse, par contre, est intéressant, quoique épars, particulièrement dans le nord. Presque tous les sites sont de nature militaire et comprennent quelque 650 kilomètres de routes,. On ne peut toutefois guère trouver de rapport entre l'architecture locale et l'influence romaine. Ailleurs en Europe, de nouveaux royaumes et de nouvelles langues surgissent des ruines de l'Empire romain. En Écosse, le mode de vie de l'Âge du fer celtique, souvent troublé, mais jamais éradiqué par Rome, reprend de la vigueur. Dans le nord, les Pictes gardent leur position de puissance dominante, malgré la coexistence avec le royaume des Scots de Dalriada. Les Damnonii finissent par former le royaume de Strathclyde au château de Dumbarton. Au sud du Forth, les royaumes bretons de Hen Ogledd (litt. « le Vieux Nord »), parlant le gallois, prospèrent du Ve au VIIe siècle.
L'héritage romain qui perdura le plus en Écosse fut le mur d'Hadrien. Il suit une ligne qui fait la frontière approximative entre l'Écosse moderne et l'Angleterre et fait une distinction entre le tiers nord et les deux tiers sud de l'île de Grande-Bretagne qui jouent un rôle dans le débat politique actuel. La présence du mur d'Hadrien à cet endroit est probablement une coïncidence, car rien ne permet d'affirmer que cette « frontière » ait joué un rôle politique lors du Haut Moyen Âge, après la chute de Rome.